# Asya Ramazan Antar

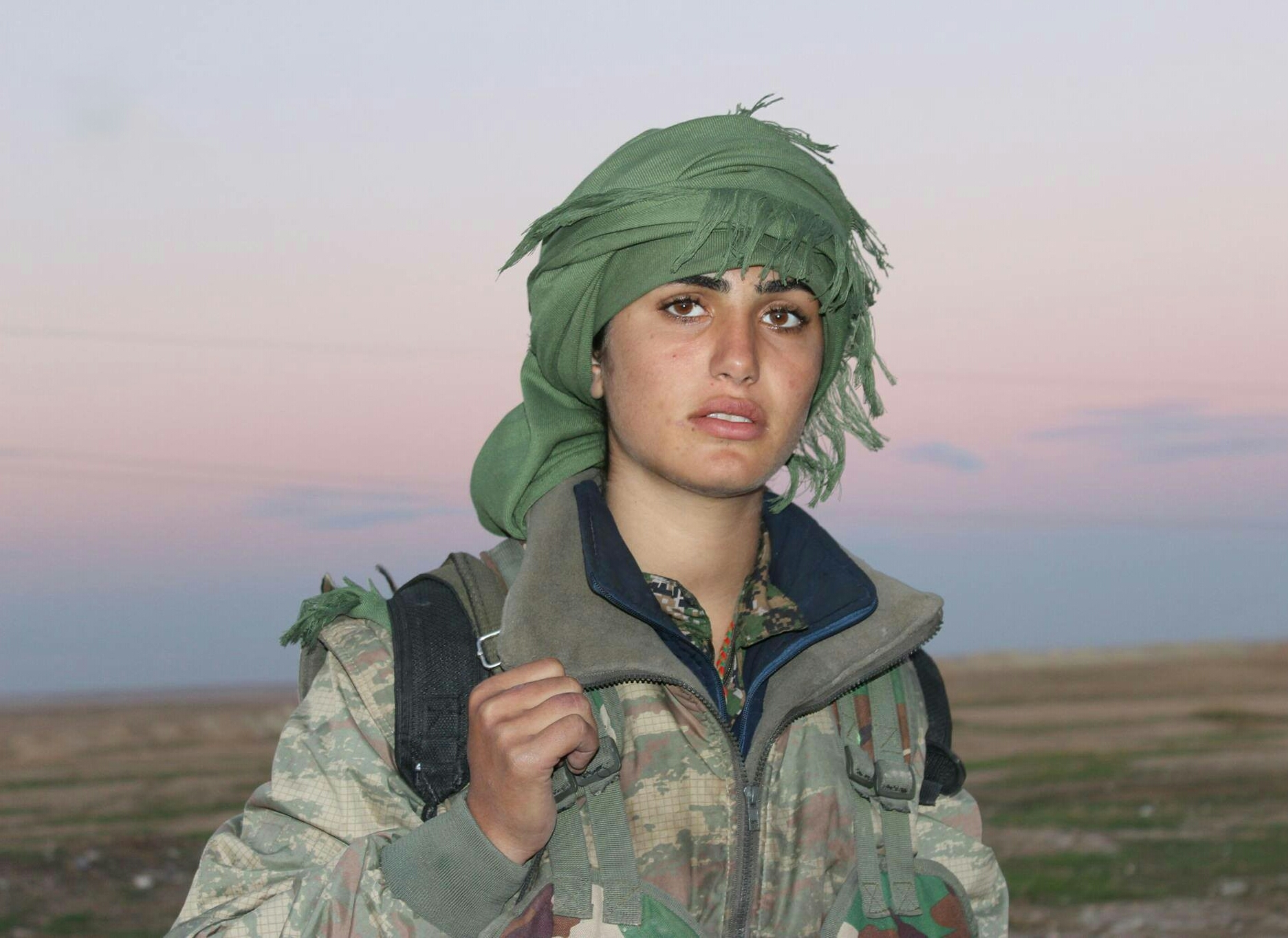
Asya Antar (2015)

Asya Ramazan Antar (kurdisch ئاسیا ڕەمەزان ئەنتەر; geb. vor 1998  in Qamishli; gest. 30. August 2016 in Manbij), auch bekannt als Viyan Antar, war eine Kämpferin der kurdischen Yekîneyên Parastina Jin (YPJ) im seit 2011 anhaltenden Bürgerkrieg in Syrien. In den internationalen Medien wurde sie zum Symbol für den feministischen Kampf gegen den Islamischen Staat (IS, Daesh). Antar wurde 2016 während der Manbidschoffensive getötet. Sie wurde 18 Jahre alt.

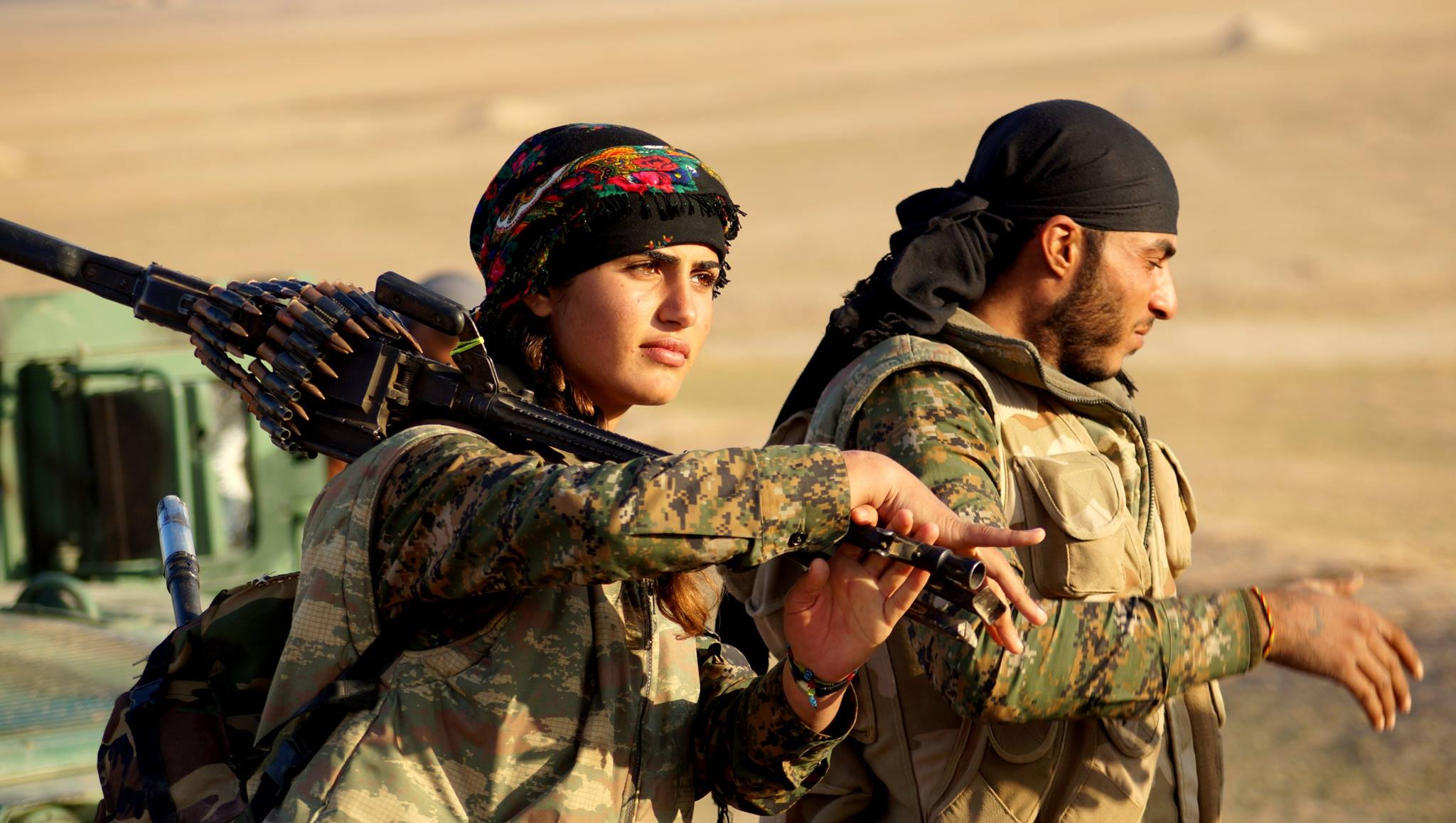
Antar (2015)

## Biographie
Asya Ramazan Antar kam 1998 in Qamishli im nordostsyrischen Gouvernement al-Hasaka als Tochter einer kurdischen Familie zur Welt. Sie wurde sehr jung in eine durch die Familie arrangierte Ehe gedrängt. Nach drei Monaten ließ sie sich jedoch scheiden und schloss sich 2014 den YPJ in Rojava an.

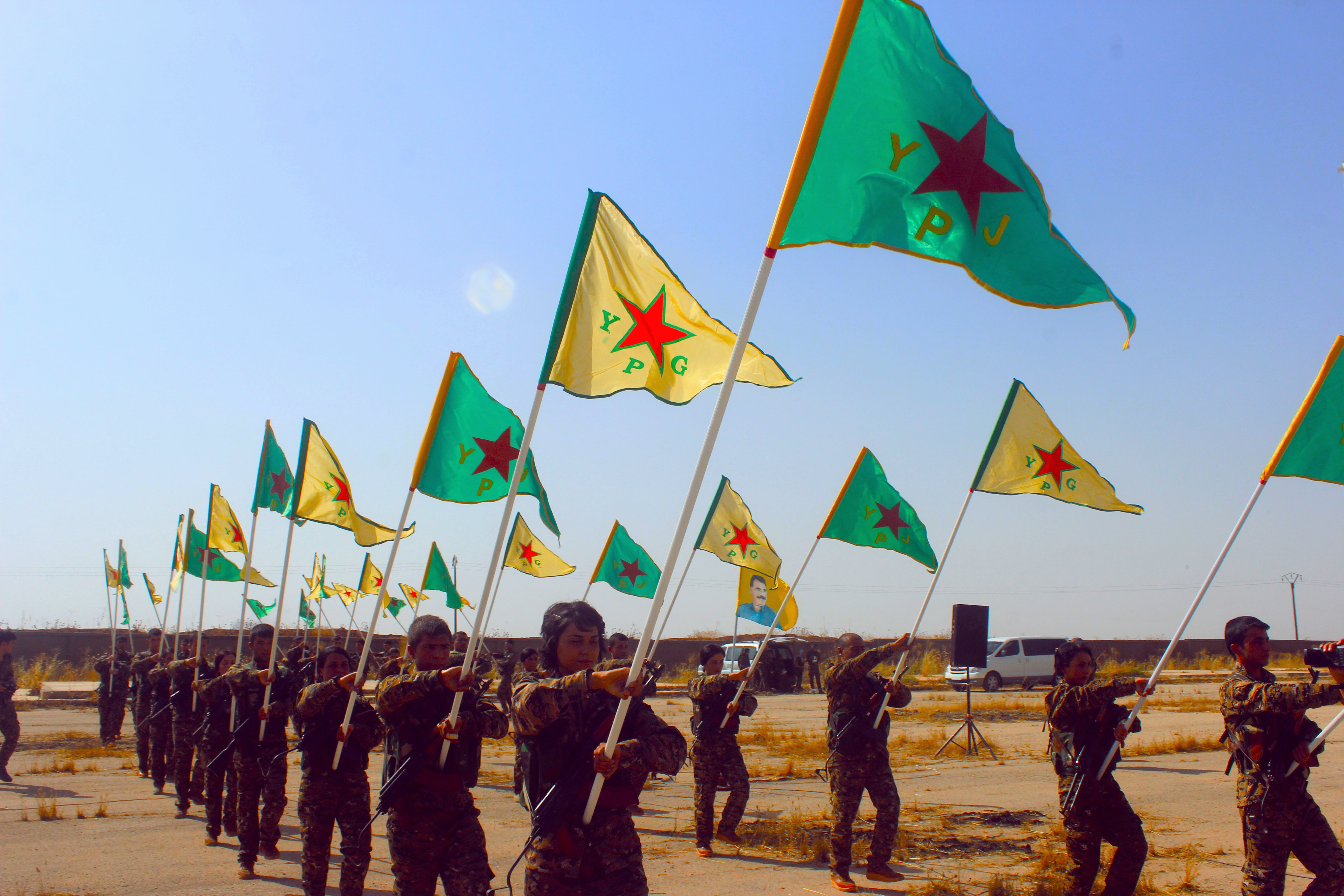
YPG- und YPJ-Einheiten (2016)

Antar erlangte 2015 internationale Aufmerksamkeit, als ein Fotojournalist Fotos von ihr machte und sie als „die kurdische Angelina Jolie“ beschrieb. Die Fotos verbreiteten sich rasch im Internet und anderen Medien, wo Antar auch mit Penélope Cruz verglichen wurde. Auch ihr Tod wurde mit ähnlich lautenden Schlagzeilen vermeldet, was kurdische Stellen als sexistische und menschenverachtende Vergleiche verurteilten. Choman Kanaani, ein Aktivist und kurdischer Kämpfer, sagte in einem Interview mit der BBC: „Die gesamte Philosophie der YPJ besteht darin, Sexismus zu bekämpfen und zu verhindern, dass Frauen als Sexualobjekte benutzt werden. Wir wollen Frauen ihren rechtmäßigen Platz in der Gesellschaft und die Möglichkeit geben, ihr eigenes Schicksal zu bestimmen. Viyan starb für diese Ideale.“
Am 30. August 2016 fuhren drei Selbstmordattentäter des IS in mit Sprengstoff gefüllten Autos auf die kurdische Frontlinie zu. Antar und andere YPJ-Kämpferinnen zerstörten zwei der Autos, aber das dritte detonierte in der Nähe von Antar und tötete sie.